# Bolszaja Riazań
Bolszaja Riazań (ros. Большая Рязань) – wieś (sieło) w Rosji, w obwodzie samarskim, w rejonie stawropolskim. W 2010 liczyła 924 mieszkańców.